# Liste der Baudenkmäler in Lindberg

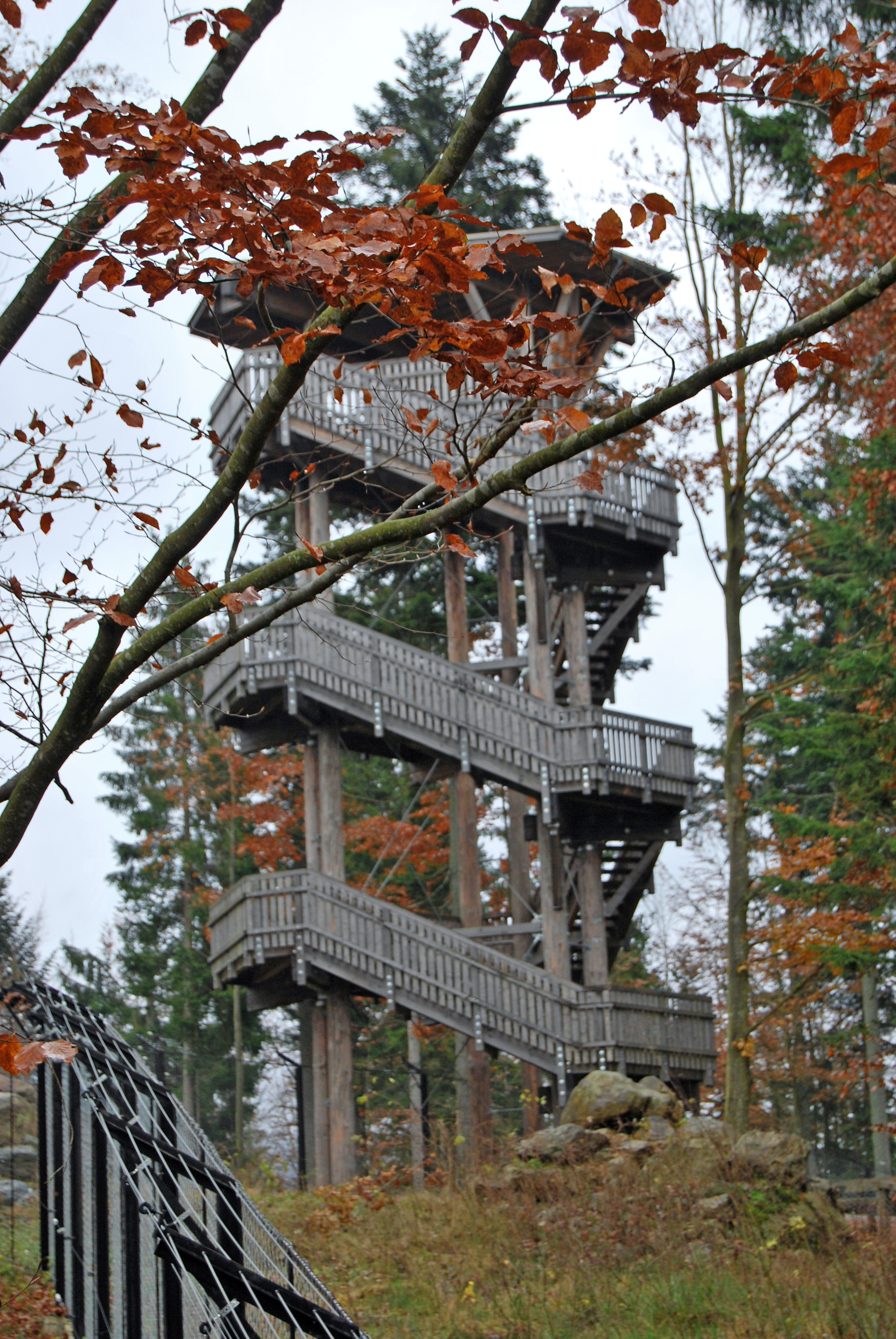
Aussichtsturm im Nationalparkzentrum Falkenstein

Auf dieser Seite sind die Baudenkmäler in der niederbayerischen Gemeinde Lindberg zusammengestellt. Diese Tabelle ist eine Teilliste der Liste der Baudenkmäler in Bayern. Grundlage ist die Bayerische Denkmalliste, die auf Basis des Bayerischen Denkmalschutzgesetzes vom 1. Oktober 1973 erstmals erstellt wurde und seither durch das Bayerische Landesamt für Denkmalpflege geführt wird. Die folgenden Angaben ersetzen nicht die rechtsverbindliche Auskunft der Denkmalschutzbehörde.

## Baudenkmäler nach Ortsteilen

### Lindberg
| Lage                                              | Objekt                                            | Beschreibung | Akten-Nr.     | Bild           |
| ------------------------------------------------- | ------------------------------------------------- | --- | ------------- | -------------- |
| Schulweg 4 (Standort)                             | Traidkasten                                       | Zweigeschossiger Flachsatteldachbau, Blockbau, erstes Drittel 19. Jahrhundert. | D-2-76-130-4  | BW             |
| Zwieseler Straße 4; Zwieseler Straße 6 (Standort) | Ehemaliger Kuchlerhof, seit 1975 Bauernhausmuseum | Waldlerhaus, eineinhalbgeschossiger Flachsatteldachbau mit Brettbaluster-Giebelschrot, Blockbau, nach Westen Erdgeschoss aus Bruchstein, 17. Jahrhundert; Austragshaus, eineinhalbgeschossiger Satteldachbau mit Giebelschrot, Blockbau, zum Teil verschindelt, 18./19. Jahrhundert; Kapelle, Walmdachbau, segmentbogig geschlossen, verschindelter Holzbau, 1885, 1975 aus Hermannsried bei Bischofsmais hierher transloziert; Wassertrog, Granit, bezeichnet mit „1575“, aus Langdorf hierher transloziert. | D-2-76-130-26 | weitere Bilder |
| Zwieseler Straße 15 (Standort)                    | Wohnstallhaus eines geschlossenen Vierseithofes   | Eineinhalbgeschossiger Satteldachbau, zum Teil Blockbau, Giebel mit Verbretterung, 19. Jahrhundert; eingebauter Blockbau-Traidkasten im Stadel, 19. Jahrhundert. | D-2-76-130-6  | BW             |

### Beihof
| Lage                              | Objekt                           | Beschreibung | Akten-Nr.    | Bild |
| --------------------------------- | -------------------------------- | --- | ------------ | ---- |
| Beihof 7; auf der Eben (Standort) | Ehemaliges Inhaus des „Beihofes“ | Eingeschossiger Flachsatteldachbau mit Kniestock, giebelseitig mit Rundbaluster-Schrot, 1648, Steinanbau nach Westen 1880er Jahre; ehemaliger Stall, zugleich Rest des ehemaligen „Beihofes“, Bruchsteinmauern mit neuem Dach, 17./18. Jahrhundert. | D-2-76-130-8 | BW   |

### Buchenau
| Lage                                | Objekt                             | Beschreibung | Akten-Nr.    | Bild           |
| ----------------------------------- | ---------------------------------- | --- | ------------ | -------------- |
| Buchenau 69; Buchenau 67 (Standort) | Ehemaliger Gutsherrensitz Buchenau | Sogenanntes Schloss, zweigeschossiger Satteldachbau mit Treppengiebeln, Eckerkern und Dachreiter, Säulenvorhalle nach Westen, neugotisch, 1840 für den Glasfabrikanten Ferdinand von Poschinger errichtet, 1868 erweitert; mit Ausstattung; ehemaliges Verwalterhaus, zweigeschossiger Satteldachbau mit Giebelbalkonen, im Landhausstil, nach Osten Holzlege, kleiner Flachsatteldachbau, um 1840; Waschhaus mit Eiskeller, eingeschossiger Zweiflügelbau mit Walmdach und Eckrustizierungen, um 1900; Palmenhaus, Fußwalmdachbau mit verglaster Südseite, um 1870; Gewächshaus, langgestreckter Flachsatteldachbau mit Glasdach, um 1870; Kegelbahn, langgestreckter Flachsatteldachbau, Holzständerwerk über Bruchsteinmauern, um 1870; Bienenhaus, kleiner Satteldachbau, Holzständerwerk mit Verschindelung, um 1870; Grotte, Bruchstein, um 1870; Hofmauer, erhaltene Abschnitte im Norden und Osten, Bruchstein, 19. Jahrhundert; Gerätehaus, Satteldachbau, 19. Jahrhundert; Steinbrücke, Segmentbogenbrücke mit Bruchsteinbrüstungen, 19. Jahrhundert; Park im Stil eines englischen Landschaftsgartens, um 1870. | D-2-76-130-9 | weitere Bilder |

### Ludwigsthal
| Lage                                                                                                   | Objekt                                          | Beschreibung | Akten-Nr.     | Bild           |
| --- | ----------------------------------------------- | --- | ------------- | -------------- |
| Bahnhofstraße 5; Bahnhofstraße 6; Bahnhofstraße 2 (Standort)                                           | Ehemaliger Bahnhof Ludwigsthal                  | Bei Streckenkilometer 126,2–6, Bestandteil der 1877 eröffneten „Waldbahn“ von Plattling nach Bayerisch Eisenstein, Gebäude aus Polygonalmauerwerk mit Eckquaderungen. Empfangsgebäude, zweigeschossiger Flachsatteldachbau mit Kniestock, Anbau nach Norden Ende 19. Jahrhundert; Güterhalle, eingeschossiger Flachsatteldachbau mit Laderampe, segmentbogige Toröffnungen; Wasserhaus, dreigeschossiger Walmdachbau. | D-2-76-130-29 | BW             |
| Bahnlinie Landshut – Bayerisch Eisenstein (km 126,9), Große Deffernik (Standort)                       | Eisenbahnbrücke über die Große Deffernik        | Bestandteil der 1877 eröffneten „Waldbahn“ von Plattling nach Bayerisch Eisenstein. Pfeiler, Quadermauerwerk mit Eckrustika, steinerne Widerlager, darüber hängendes Fachwerk. Teilweise auf dem Gebiet der Gemeinde Bayerisch Eisenstein. | D-2-76-130-30 | weitere Bilder |
| Eisensteiner Straße 4; Alte Böhmerstraße 1; Eisensteiner Straße 2; Nähe Eisensteiner Straße (Standort) | Ehemaliges Herrenhaus der Glashütte Ludwigsthal | Zweigeschossiger stattlicher Mansardwalmdachbau über L-förmigem Grundriss, Südfront mit übergiebeltem Mittelrisalit und Säulenvorbau, 1830; Wirtschaftshof, westlich anschließend, zweiflügelig, ein- bzw. zweigeschossiger Steildachbau, im östlichen Flügel ehemalige Schmiede, Bruchstein, gleichzeitig; Hofmauer, erhaltene Abschnitte nach Westen, Süden und Osten, Bruchstein, gleichzeitig.                    | D-2-76-130-11 | weitere Bilder |
| Eisensteiner Straße 23; Nähe Eisensteiner Straße (Standort)                                            | Katholische Pfarrkirche Herz-Jesu               | Wandpfeilerkirche mit Satteldach und eingezogenem, rundbogig geschlossenem Chor, Flankenturm mit Spitzhelm nach Westen, neuromanisch, 1893/94 von Johann Baptist Schott; mit Ausstattung; Friedhofsmauer, erhaltene Abschnitte nach Westen, Süden und Osten, Bruchstein, wohl Ende 19. Jahrhundert. | D-2-76-130-12 | weitere Bilder |

### Oberzwieselau
| Lage                                                                                                | Objekt                                | Beschreibung | Akten-Nr.     | Bild           |
| --------------------------------------------------------------------------------------------------- | ------------------------------------- | --- | ------------- | -------------- |
| Golfpark 1 (Standort)                                                                               | Wegkapelle                            | Flacher Steildachbau, dreiseitig geschlossen, mit offener Säulenvorhalle, wohl Anfang 19. Jahrhundert; mit Ausstattung. | D-2-76-130-17 | BW             |
| Oberzwieselau 4 (Standort)                                                                          | Forsthaus des Schlosses Oberzwieselau | Zweigeschossiger Steildachbau, 1904. | D-2-76-130-15 | BW             |
| Schloß Oberzwieselau 1; Schloß Oberzwieselau 3; in Oberzwieselau; Schloß Oberzwieselau 7 (Standort) | Schloss Oberzwieselau                 | Herrenhaus, zweigeschossiger Satteldachbau, nach Norden abgewalmt, mit Putzgliederungen und Dachreiter, um 1830, nach Süden anschließend Altbau von 1705; Parkmauer mit Pavillonbauten, erste Hälfte 19. Jahrhundert (nördliches Portalhäuschen Ergänzung von 1989); Nebengebäude, Wagenremise, eingeschossiger Flachsatteldachbau mit Vorschussgiebeln und Rundbogenöffnungen, erste Hälfte 19. Jahrhundert; Hofmauer nach Süden, Eckpavillon mit Mansardwalmdach, erste Hälfte 19. Jahrhundert; Wohn- und Verwaltungsflügel, langgestreckter zweigeschossiger Walmdachbau mit Putzgliederungen, erste Hälfte 19. Jahrhundert; ehemaliger Pferdestall, eingeschossiger Steildachbau mit Vorschussgiebel, Bruchsteinmauerwerk, durch Korbbogentor mit Verwalterflügel verbunden, 18./19. Jahrhundert; sogenanntes Schweizerhaus, eingeschossiger Walmdachbau, nach Süden mit rundbogigen Blendbögen, erstes Drittel 19. Jahrhundert. | D-2-76-130-13 | weitere Bilder |

### Schachtenhaus
| Lage                         | Objekt                              | Beschreibung                                                                                                | Akten-Nr.     | Bild |
| ---------------------------- | ----------------------------------- | --- | ------------- | ---- |
| Schachtenhaus 196 (Standort) | Schachtenhaus, ehemaliges Forsthaus | Eingeschossiger Halbwalmdachbau, Blockbau mit Teilausmauerung einer Giebelwand und des Stallteils, um 1830. | D-2-76-130-19 | BW   |

### Scheuereck
| Lage                        | Objekt                                                | Beschreibung | Akten-Nr.     | Bild             |
| --------------------------- | ----------------------------------------------------- | --- | ------------- | ---------------- |
| Höllhänge (Standort)        | Ehemaliges Haus für den Aufseher der Höllbachschwelle | Eingeschossiger Schopfwalmdachbau, Blockbau auf Bruchsteinsockel, um 1870. | D-2-76-130-25 | weitere Bilder   |
| Höllhänge (Standort)        | Höllbachschwelle                                      | Bestandteil der Regen-Triftanlagen, Staudamm aus Erd- und Steinwerk, um 1870. | D-2-76-130-24 | Höllbachschwelle |
| Kleine Deffernik (Standort) | Deffernikschwelle                                     | Bestandteil der Regen-Triftanlagen, Gussmauerwerk aus Beton und Bruchsteinen, 1913. | D-2-76-130-23 | BW               |
| Scheuereck 2 (Standort)     | Wohnhaus                                              | Ehemaliges Forsthaus, eingeschossiger Satteldachbau mit Kniestock, Ziegelmauerwerk mit Gliederungen, Sockel Polygonalmauerwerk, 1892; Stadel, eingeschossiger Satteldachbau, Ziegelmauerwerk, Sockel Polygonalmauerwerk, gleichzeitig. | D-2-76-130-37 | Wohnhaus         |

### Spiegelhütte
| Lage                      | Objekt | Beschreibung                                                                                       | Akten-Nr.     | Bild |
| ------------------------- | ------ | -------------------------------------------------------------------------------------------------- | ------------- | ---- |
| Spiegelhütte 1 (Standort) | Villa  | Zweigeschossiger Mansardwalmdachbau mit Eck- und Pavillonturm, Portalvorhalle, neubarock, 1916/17. | D-2-76-130-20 | BW   |

### Unterzwieselau
| Lage                         | Objekt                                  | Beschreibung | Akten-Nr.     | Bild                                    |
| ---------------------------- | --------------------------------------- | --- | ------------- | --------------------------------------- |
| In Unterzwieselau (Standort) | Katholische Nebenkirche heilige Familie | Saalkirche mit Steildach und eingezogenem, fünfseitig geschlossenem Chor, mit Dachreiter und Eingangsvorhalle, konservativ-modern, um 1920. | D-2-76-130-21 | Katholische Nebenkirche heilige Familie |

### Zwieslerwaldhaus
| Lage                           | Objekt                       | Beschreibung | Akten-Nr.     | Bild           |
| ------------------------------ | ---------------------------- | --- | ------------- | -------------- |
| Zwieslerwaldhaus 7 (Standort)  | Ehemaliges Pottasche-Sudhaus | Eingeschossiger Schopfwalmdachbau mit Zwerchhaus, Blockbau auf Bruchsteinsockel, verbrettert bzw. verschindelt, 1837, 1857 Umbau zu Zweifamilienhaus. | D-2-76-130-27 | weitere Bilder |
| Zwieslerwaldhaus 28 (Standort) | Gasthof Zwieseler Waldhaus   | Zweigeschossiger Schopfwalmdachbau, Giebel verschindelt, bezeichnet mit „1836“.                                                                       | D-2-76-130-22 | weitere Bilder |

## Ehemaliges Ensemble
In diesem Abschnitt sind Objekte aufgeführt, die früher einmal in der Denkmalliste eingetragen waren, jetzt aber nicht mehr. Objekte, die in anderem Zusammenhang also z. B. als Teil eines Baudenkmals weiter eingetragen sind, sollen hier nicht aufgeführt werden. Aktennummern in diesem Abschnitt sind ehemalige, jetzt nicht mehr gültige Aktennummern.
Glashütte Ludwigsthal (Aktennummer E-2-76-130-1) 
Das Ensemble dokumentiert eine Hüttengründung, die der Industrielle Abele 1826 mit beachtlichem sozialen Engagement in Angriff nahm und nach dem jungen König Ludwig I. benannte. Die Auswahl des abgelegenen Gebietes im Tal des Großen Regen nördlich des alten Glasmachergebietes um Zwiesel und Lindberg geschah im Hinblick auf den dortigen Holzreichtum für die Feuerung der Schmelze, machte aber wegen der Entfernung zu Siedlungen eigene Wohnbauten nötig. So entstanden neben dem Fabrikgebäude ein ländliches, in barocker Tradition stehendes Schloss mit Park und Landwirtschaftsgebäuden und in einer am Südosteck des Parks beginnenden Straßenachse sowie westlich der Eisensteiner Straße ursprünglich sechs Glasmacherhäuser (1841); diese waren als eingeschossige Halbwalmbauten gleichen Typs mit 3 bis 4 Zimmern pro Familie berechnet, mit Grundstücken für nebenerwerbliche Kleintierhaltung ausgestattet und lassen durch eine gemeinsame lichte Fassadentünchung die Zusammengehörigkeit mit Fabrikbau und Schloss erkennen. Der von Osten herangeführte Werkskanal dient noch heute als Triebwasserkanal und belegt zusammen mit dem Triebwerkshaus (Kieshütte Nr. 1) von 1832 die erhaltene Vollständigkeit des Ensembles. Störend wirken der Umbau von Haus Nummer 1 und die Aufstockung bei Haus Nummer 5 in der Schleicherstraße.

## Ehemalige Baudenkmäler
In diesem Abschnitt sind Objekte aufgeführt, die früher einmal in der Denkmalliste eingetragen waren, jetzt aber nicht mehr. Objekte, die in anderem Zusammenhang also z. B. als Teil eines Baudenkmals weiter eingetragen sind, sollen hier nicht aufgeführt werden. Aktennummern in diesem Abschnitt sind ehemalige, jetzt nicht mehr gültige Aktennummern.

| Lage                                                                           | Objekt        | Beschreibung | Akten-Nr.     | Bild |
| ------------------------------------------------------------------------------ | ------------- | --- | ------------- | ---- |
| Lindberg Am Lust 25 (Standort)                                                 | Kleinhaus     | Giebel und Kniestock in Blockbauweise, erstes Drittel 19. Jahrhundert.                                                     | D-2-76-130-2  | BW   |
| Ludwigsthal „Waldbahn“ von Plattling nach Bayerisch-Eisenstein; bei Km 125. () | Wegdurchstich | Rundbogiger Wegdurchstich; Bestandteil der 1877 eröffneten „Waldbahn“ von Plattling nach Bayerisch-Eisenstein; bei Km 125. | D-2-76-130-28 |      |